# Lenguas arafundi
Las lenguas arafundi constituyen una pequeña familia de lenguas que solo engloba tres lenguas diferentes, el andai (meakambut), el nanubae y el tapei, hablados en el distrito rural de Karawari en la provincia Sepik oriental en Papúa Nueva Guinea. El término alfendio es una forma en desuso que es sinónima de arafundi.

## Clasificación
Laycock (1973) agrupó a las lenguas arafundi dentro del grupo ramu de las lenguas papúes, aunque de acuerdo a los propios comentarios de este lingüista esta agrupación se basaba en apreciaciones superficiales y no en una reconstrucción lingüística o lexicoestadística. Malcolm Ross (2005) mantuvo esta clasificación de Laycock sin comentarios adicionales. Aunque, Foley (2005) no agrupa el arafundi con el Ramu, sino que sugiere que existe una relación con las lenguas piawi. Aunque Ethnologue (2009) mantiene el arafundi y el piawi como familias independientes.